# Warsaw Cup by Heros 1999
Пarsaw Cup by Heros 1999 — тенісний турнір, що проходив на відкритих кортах з ґрунтовим покриттям у Варшаві (Польща). Належав до турнірів 4-ї категорії в рамках Туру WTA 1999. Тривав з 3 до 9 травня 1999 року. Крістіна Торренс-Валеро здобула титул в одиночному розряді.

## Учасниці

### Сіяні учасниці
| Країна     | Гравчиня         | Рейтинг | Сіяна |
| ---------- | ---------------- | ------- | ----- |
| Австрія    | Барбара Шетт     | 20      | 1     |
| Франція    | Жюлі Алар-Декюжі | 21      | 2     |
| Словаччина | Генрієта Надьова | 24      | 3     |
| Франція    | Амелі Кокто      | 57      | 4     |
| США        | Джейн Чі         | 62      | 5     |
| Франція    | Емілі Луа        | 63      | 6     |
| США        | Меган Шонессі    | 64      | 7     |
| Румунія    | Кетеліна Крістя  | 68      | 8     |

### Інші учасниці
Учасниці, що отримали вайлд-кард на участь в основній сітці в одиночному розряді:
- Кароліна Жагєняк
- Єлена Докич

Нижче наведено учасниць, що пробились в основну сітку через стадію кваліфікації в одиночному розряді:
- Роса Марія Андрес Родрігес
- Ірина Селютіна
- Тіна Писник
- Інес Горрочатегі

Нижче наведено учасниць, що пробились в основну сітку через стадію кваліфікації в парному розряді:
- Тіна Писник /  Сільвія Талая

## Фінальна частина

### Одиночний розряд
Крістіна Торренс-Валеро —  Інес Горрочатегі, 7–5, 7–6(7–3)
- Для Торренс-Валеро це був перший титул за сезон і за кар'єру.

### Парний розряд
Кетеліна Крістя /  Ірина Селютіна —  Амелі Кокто /  Жанетта Гусарова, 6–1, 6–2